# Salsa cubana

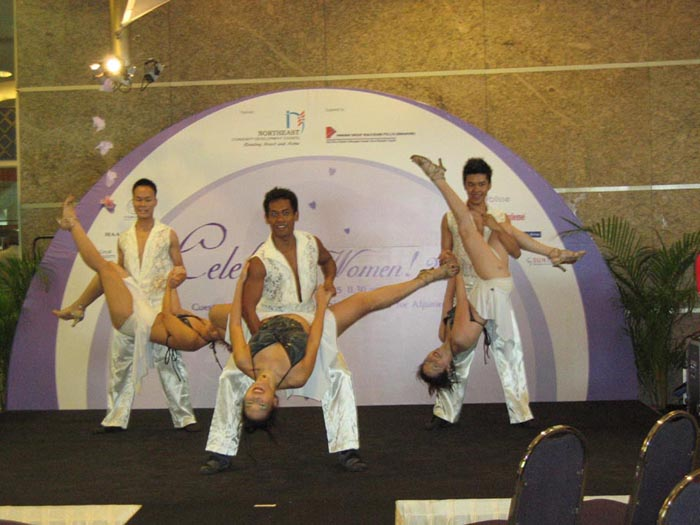
Ballerini di salsa

La salsa cubana è una delle varianti di quel ballo latino-americano chiamato salsa, inventato e divenuto popolare sulla scia del successo che negli anni '60 ottenne l'omonimo modo di fare musica, etichettato come "salsa" dall'industria discografica americana, la quale fu affascinata ed attratta dal fenomeno delle band musicali, composte prevalentemente di cubani e portoricani, che in quegli anni spopolavano per lo più nei locali di New York, solitamente accompagnate da spettacoli eseguiti da ballerini di origine caraibica.
Come tale, dunque, la salsa non ha una vera e propria connotazione di ballo popolare sociale, perché trae origine da quelle performances di ballo di natura coreografica che allietavano il pubblico durante i concerti di musicisti cubani e portoricani.
Poiché anche i ballerini in questione, così come la maggioranza dei musicisti, erano emigrati da Cuba e Portorico, il ballo della salsa, proprio come la tipologia musicale omonima, prese forma principalmente da balli e generi musicali di medesima origine, primo fra tutti il son, assieme a contaminazioni che vanno dai cubani cha cha cha e mambo, fino alla bomba y plena di Portorico, passando inevitabilmente per i più occidentali swing e rock'n'roll. 
La salsa cubana, dunque, risulta essere quella specifica variante della salsa che, in comune con tutte le altre varianti ha i medesimi elementi danziari di base, ma che si contraddistingue per: avere uno stile più simile delle altre a quel ballo popolare cubano chiamato baile de casino, diretto discendente del son ed unico ballo realmente ballato a Cuba nella seconda metà del secolo passato; essere addizionata di elementi danziari quali passi e movimenti di rumba cubana o, addirittura, relativi a riti religiosi afrocubani, come le pratiche di adorazione delle divinità Orisha.

## Descrizione
La salsa cubana è una danza in coppia in cui il ballerino prende l'iniziativa (guida) per far eseguire una serie di giri e trasforma la musica in figure. I ballerini di salsa possono anche staccarsi durante un ballo per ballare da soli, sviluppando delle coreografie note come: Pasitos.
La salsa cubana è una "salsa circolare", in cui i ballerini girano l'uno intorno all'altro, ricordando l'East Coast Swing. Sia la salsa cubana che la salsa colombiana seguono questo schema circolare.
Si tratta di un ballo in continua evoluzione che incorpora altre tecniche di stile di danza nella danza della salsa è diventato molto comune sia per gli uomini che per le donne: lavoro di gambe, lavoro di braccia, movimento del corpo, rotazioni dei fianchi, dissociazione del corpo, movimento delle spalle.
Lo strumento chiave che fornisce il ritmo principale di una canzone salsa cubana è il clave. Viene spesso suonato con due bastoncini di legno (chiamati clave) che vengono colpiti insieme. Ogni strumento in un gruppo di salsa sta seguendo il clave (generalmente: congas, timbales, piano, tres guitar, bongos, archi) o suonando indipendentemente dal ritmo clave (generalmente: basso, maracas, güiro, campa). I componenti melodici della musica e i ballerini ballano iniziando sull'uno della partitura musicale (a differenza del mambo che inizia sul due).
Per la salsa, ci sono quattro tipi di ritmi clave, le clave 3-2 e 2-3 Son sono le più importanti, e le clave 3-2 e 2-3 Rumba. La maggior parte della musica salsa viene suonata con uno dei son clave, anche se occasionalmente viene utilizzato un rumba clave, specialmente durante le sezioni di rumba di alcune canzoni. Come esempio di come un clave si adatta alle 8 battute di un ballo salsa, le battute della clave 2-3 Son vengono suonate sui conteggi di 2, 3, 5, "e" di 6 e 7.

### Stile cubano / Casino
A Cuba, una danza popolare conosciuta come Casino è stata commercializzata come salsa in stile cubano o salsa cubana all'estero per distinguerla da altri stili di salsa quando il nome è stato reso popolare negli anni '70. Il Casino è popolare in molti posti in tutto il mondo, inclusi Europa, America Latina, Nord America e persino in alcuni paesi del Medio Oriente come Israele. Dancing Casino è un'espressione della cultura sociale popolare; I cubani considerano il casinò come parte delle attività sociali e culturali incentrate sulla loro musica popolare. Il nome Casino deriva dal termine spagnolo per le sale da ballo, "Casinos Deportivos" dove si facevano molti balli di società tra i cubani bianchi più agiati durante la metà del 20º secolo in poi.
Storicamente, Casino fa risalire la sua origine come ballo di coppia da Cuban Son, Cha Cha Cha, Danzón e Guaracha. Tradizionalmente, Casino si balla "a contratiempo". Ciò significa che, a differenza delle successive forme di salsa, non viene fatto alcun passo sul primo e sul quinto battito in ogni schema clave e il quarto e l'ottavo battito sono enfatizzati. In questo modo, più che seguire un ritmo, i danzatori stessi contribuiscono nel loro movimento, al pattern poliritmico della musica. Allo stesso tempo, viene spesso ballato "a tiempo", sebbene sia "on3" (originariamente) che "on1" (oggigiorno).
Ciò che dà vita alla danza, tuttavia, non è la sua tecnica meccanica, ma la comprensione e l'uso spontaneo del ricco vocabolario della danza afro-cubana all'interno di una danza "casino". Allo stesso modo in cui un "sonero" (cantante dei Son e delle band di salsa) "cita" altre canzoni più vecchie nella propria, un ballerino "casino" improvvisa frequentemente riferimenti ad altre danze, integrando movimenti, gesti e passaggi estesi dal patrimonio folcloristico e popolare. Ciò è particolarmente vero per i cubani discendenti dall'Africa. Tali improvvisazioni potrebbero includere estratti di rumba, danze per divinità africane, le danze popolari più antiche come Cha Cha Chá e Danzon, nonché qualsiasi cosa possa provare il ballerino.

#### Casino in stile Miami
Sviluppato da immigrati cubani in Florida e incentrato su Miami, questo stile di danza è una fusione di alcuni elementi del casinò con molti elementi della cultura e delle danze americane. La principale differenza dello stile di Miami dagli altri stili nordamericani è l'"Atras" o "Diagonal", passaggi di rottura della schiena eseguiti all'indietro in diagonale invece di spostarsi avanti e indietro come si vede nello stile di New York. I ballerini non spostano molto il loro peso corporeo come si vede in altri stili. Invece, i ballerini mantengono la parte superiore del corpo ferma, in bilico e rilassata mentre i piedi eseguono complessità. Il ballerino inizia principalmente On1.
Una delle principali differenze tra Cali Style e Miami-style è che quest'ultimo è ballato esclusivamente sul downbeat (On1) e ha elementi di splendore e show-style aggiunti ad esso, seguendo i repertori degli stili nordamericani. Lo stile di Miami ha molti aderenti, in particolare cubano-americani e altri latinos con sede nel sud della Florida.

#### Rueda de Casino
Negli anni '50 Salsa Rueda o più precisamente Rueda de Casino è stata sviluppata a Cuba, presso L'Avana. Coppie di ballerini formano un cerchio ("Rueda" in spagnolo significa "Ruota"), con mosse di danza pronunciate da una persona. Molte delle figure comportano lo scambio rapido di partner.
"Rueda de Cuba" è il tipo originale di Rueda, originario di Cuba.